# (627) Charis
(627) Charis ist ein Asteroid des Hauptgürtels, der am 4. März 1907 vom deutschen Astronomen August Kopff in Heidelberg entdeckt wurde. 
Benannt wurde der Asteroid nach den drei Grazien, den Chariten, aus der römischen bzw. griechischen Mythologie.